# Stanisław Brukalski
Stanisław Brukalski (* 8. Mai 1894; † 21. Januar 1967) war ein polnischer Architekt und Hochschullehrer in Warschau.

## Leben
Brukalski studierte an der Technischen Universität in Mailand sowie der Politechnika in Warschau. Seit 1926 war er als Mitglied in der Künstlergruppe Praesens aktiv. Seine Frau war die Architektin Barbara Brukalska-Sokołowska, mit der er zusammenarbeitete.
Vor dem Zweiten Weltkrieg entwarf er gemeinsam mit ihr mehrere Wohnanlagen für die Warschauer Wohnungsgenossenschaft WSM (poln.: Warszawska Spółdzielnia Mieszkaniowa) in Żoliborz (1927–1932). Diese Gebäude, die den umliegenden Raum integrierten, entstanden auf Basis billiger, da industriell hergestellter Bauelemente. Für die polnische Armee baute er von 1936 bis 1938 das Generalstabsgebäude in der Ulica Rakowiecka 4a. Er entwarf auch einige avantgardistische Villen in Warschau.
Gemeinsam mit Bohdan Pniewski, Józef Szanajca und Bohdan Lachert entwarf er den prämierten polnischen Pavillon bei der Weltausstellung in Paris im Jahr 1937. Er war auch an den Entwürfen für die Batory beteiligt.

### Zweiter Weltkrieg und Nachkriegszeit
Brukalski beteiligte sich an der Verteidigung Warschaus zu Beginn des Krieges. Später kam er in ein Stammlager (Stalag II C) für Kriegsgefangene nach Woldenberg. Nach dem Krieg gehörte er zu einer Architektengruppe, die die Warschauer Neustadt wieder aufbauten. Von 1945 bis 1960 errichtete er weitere Wohnanlagen in Żoliborz. Er leitete den Wiederaufbau des Warschauer Czapski-Palastes und dessen Adaption als Sitz der Akademie der Bildenden Künste. Gemeinsam mit seiner Frau baute er auch das Krasiński-Bibliotheksgebäude (poln.: Biblioteka Ordynacji Krasińskich) in der Ulica Okólnik wieder auf. Seit 1949 war er als Professor an der Politechnika in Warschau tätig. 1952 entstand ein bereits 1937 geplantes Theatergebäude (Komödie) – ebenfalls in Żoliborz.
Brukalski war einer der Begründer des Architektenverbandes SARP und dessen erster Präsident. Er gilt als einer der Schöpfer des Konzepts des genossenschaftlichen Wohnens in Polen. Er wurde mit seiner Frau auf dem Friedhof in Laski beigesetzt. Im Jahr 2011 stiftete der Stadtteilverein von Żoliborz (poln.: Stowarzyszenie Żoliborzan) eine nach dem Ehepaar Brukalski benannte Auszeichnung zur Prämierung herausragender Neubauten und Sanierungen im Stadtteil.